# فرانشيسكا غالي
فرانشيسكا غالي (بالإيطالية: Francesca Galli)‏ هي دراجة إيطالية، ولدت في 5 يوليو 1960 في ديزيو في إيطاليا.

## وصلات خارجية
- فرانشيسكا غالي على موقع أرشيف الدراجات (الإنجليزية)
- فرانشيسكا غالي على موقع إحصائيات الدراجات الإحترافية (الإنجليزية)